# 163693 Atira
(163693) Atira is een Apohel-planetoïde, een tot op heden (februari 2025) zeer select groepje bestaande uit slechts 34 planetoïden. (163693) Atira is de grootste van deze groep, met een doorsnede van 2 kilometer. Voordat de planetoïde zijn huidige naam kreeg, heette hij 2003 CP20. Het aphelium van de planetoïde is 0,98 AE (astronomische eenheid), het perihelium 0,502 AE en de gemiddelde afstand tot de zon 0,741 AE. De excentriciteit is 0,322. In 233,023 dagen draait (163693) Atira rond de zon. Het object is op 11 februari 2003 ontdekt door LINEAR. De temperatuur is gemiddeld 323 kelvin.
Dat de planetoïde een Apohel-planetoïde is, betekent dat het object behoort tot de groep der Aten-planetoïden en daarmee ook een aardscheerder is.